# La valle dei dinosauri (serie animata)
La valle dei dinosauri (Valley of the Dinosaurs) è una serie televisiva animata statunitense del 1974, prodotta da Hanna-Barbera.
Si incentra su una famiglia contemporanea risucchiata da un vortice fino all'età della pietra. Intendeva essere educativa oltre che divertente, dimostrando i primi usi umani del fuoco, dell'abbigliamento, delle armi e della cucina. Ha debuttato lo stesso giorno della serie televisiva La valle dei dinosauri.
La serie è stata trasmessa per la prima volta negli Stati Uniti su CBS dal 7 settembre al 21 dicembre 1974, per un totale di 16 episodi ripartiti su una stagione. In Italia è stata trasmessa su Ciao Ciao dal 10 dicembre 1979 al 9 gennaio 1980.

## Episodi
| n° | Titolo originale     | Titolo italiano               | Prima TV USA      | Prima TV Italia  |
| -- | -------------------- | ----------------------------- | ----------------- | ---------------- |
| 1  | Forbidden Fruit      | Il frutto proibito            | 7 settembre 1974  | 10 dicembre 1979 |
| 2  | What Goes Up         | La storia di un pallone       | 14 settembre 1974 | 12 dicembre 1979 |
| 3  | A Turned Turtle      | Per un guscio di tartaruga    | 21 settembre 1974 | 14 dicembre 1979 |
| 4  | The Volcano          | Il vulcano                    | 28 settembre 1974 | 18 dicembre 1979 |
| 5  | Smoke Screen         | Cortina fumogena              | 5 ottobre 1974    | 16 dicembre 1979 |
| 6  | Pteranodon           | Cercasi dinosauro             | 12 ottobre 1974   | 20 dicembre 1979 |
| 7  | The Saber-Tooth Kids | La zuppa di vitamine          | 19 ottobre 1974   | 22 dicembre 1979 |
| 8  | After Shock          | La testa di pietra            | 26 ottobre 1974   | 24 dicembre 1979 |
| 9  | Top Cave, Please     | La grotta                     | 2 novembre 1974   | 26 dicembre 1979 |
| 10 | S.O.S.               | S.O.S.                        | 9 novembre 1974   | 28 dicembre 1979 |
| 11 | Fire                 | L'incendio                    | 16 novembre 1974  | 30 dicembre 1979 |
| 12 | Rain of Meteors      | Pioggia di meteore            | 23 novembre 1974  | 9 gennaio 1980   |
| 13 | To Fly a Kite        | Aquilone                      | 30 novembre 1974  | 1º gennaio 1980  |
| 14 | Test Flight          | Volo di prova                 | 7 dicembre 1974   | 3 gennaio 1980   |
| 15 | The Big Toothache    | La tigre dai denti a sciabola | 14 dicembre 1974  | 5 gennaio 1980   |
| 16 | Torch                | La grande torcia              | 21 dicembre 1974  | 7 gennaio 1980   |